# Callihormius shawi
Callihormius shawi är en stekelart som beskrevs av Marsh 2002. Callihormius shawi ingår i släktet Callihormius och familjen bracksteklar. Inga underarter finns listade.